# Sonic & Knuckles
Sonic & Knuckles is een platformspel uit de Sonic the Hedgehog-serie. Het spel is ontwikkeld door de Amerikaanse studio Sega Technical Institute in samenwerking met Sonic Team, en uitgebracht door Sega voor de Mega Drive in 1994.
Het spel is een direct vervolg op Sonic the Hedgehog 3, dat eerder in 1994 werd uitgebracht.

## Gameplay
Het spel focust zich op zowel Sonic als Knuckles. De keuze met welk personage er wordt gespeeld beïnvloedt de zones en levels. Zowel Sonic als Knuckles moeten dezelfde zones doorlopen, maar afhankelijk van het personage zijn de lay-out en de eindbaasgevechten anders. Vanaf de Lava Reef zone worden deze verschillen steeds groter. De manier van spelen is echter voor beide personages vrijwel hetzelfde.
Sonic kan iets harder lopen dan Knuckles en hoog springen. Knuckles kan tegen muren opklimmen en door enkele barricades heen breken.
Net als in Sonic the Hedgehog 3 zijn er bonuslevels en speciale levels. De bonuslevels zijn te betreden door 20 ringen te verzamelen en dan door een ring van sterren te springen. Het eerste bonuslevel combineert de gokautomaat uit Sonic the Hedgehog 2's Casino Night Zone en de 360° draaiende labyrint level uit het eerste Sonic the Hedgehog-spel. Het tweede bonuslevel is een grote verticale koers met magnetische bollen waarmee Sonic zichzelf omhoog kan schieten.

## Verhaallijn
Sonic & Knuckles gaat verder waar Sonic the Hedgehog 3 stopte. Na Dr. Robotnik's nederlaag in de lanceerbasis, valt de herbouwde Death Egg naar Angel Island en crasht in de Lava Reef's vulkaan. Robotnik probeert wederom zijn Death Egg te repareren, ditmaal door de Master Emerald als energiebron te gebruiken.
Robotnik laat Knuckles denken dat Sonic achter de Master Emerald aan zit. Derhalve vecht Knuckles eerst tegen Sonic. Pas nadat Robotnik de Emeralds steelt doorziet Knuckles het bedrog. Met tegenzin spant hij samen met Sonic tegen Robotnik.
In Knuckles' verhaallijn wordt hij aangevallen door Eggrobo. Hij wil zich op hem wreken. Wanneer Eggrobo verdwijnt moet Knuckles het opnemen tegen Mecha Sonic.

## Lock-on Technology
Sonic & Knuckles maakt gebruik van "lock-on technology", waardoor een andere spelcartridge tegelijk met Sonic & Knuckles kan worden aangesloten op de Mega Drive. Op deze manier kan men het spel combineren met Sonic the Hedgehog 2 en Sonic the Hedgehog 3. Deze technologie werd bedacht daar de ontwikkelaars van Sonic 3 niet deadline konden halen voor geplande Sonic 3-spel. Eigenlijk zou Knuckles al een bespeelbaar personage moeten zijn in Sonic 3, en zouden ook de levels van Sonic & Knuckles in dit spel verwerkt moeten worden. Door tijdgebrek werd Sonic 3 uitgebracht met de toen gemaakte levels, en werden de andere levels in Sonic & Knuckles verwerkt.

### Sonic the Hedgehog 3
Indien Sonic & Knuckles wordt gecombineerd met Sonic the Hedgehog 3 veranderen de volgende dingen:
- De speler kan de levels van Sonic 3 nu ook spelen met Knuckles.
- Direct na het laatste level van Sonic 3 gaat het spel verder met het eerste level van  Sonic & Knuckles. De laatste eindbaas van Sonic 3 komt niet langer voor Sonic en Tails. Knuckles moet daarentegen deze baas verslaan maar dan wel op een andere locatie.
- De speler kan spelen als Tails in de levels van Sonic & Knuckles.
- De speler moet elke Chaosdiamant verzamelen voordat de bijbehorende superdiamant kan worden gevonden om Hyper Sonic of Hyper Knuckles te worden.
- Het spel kan nu ook in de levels van Sonic & Knuckles worden opgeslagen middels Sonic 3 ' s savefunctie.
- Het spel gebruikt uitsluitend de geluiden van Sonic & Knuckles.

Zodra de speler een personage heeft gekozen worden er meer kleine verschillen duidelijk.

### Sonic the Hedgehog 2
Sonic & Knuckles kan ook worden gecombineerd met het spel Sonic the Hedgehog 2. Het resultaat is een spel gelijk aan Sonic the Hedgehog 2 (met een paar kleine aanpassingen) waarin de speler met Knuckles kan spelen in plaats van Sonic of Tails.

### Sonic the Hedgehog
Aanvankelijk was het de bedoeling Sonic & Knuckles ook te kunnen combineren met het originele Sonic-spel, maar dit bleek niet mogelijk door het verschil in kleuren tussen beide spellen. Jaren later lukte het een paar hackers echter toch door Knuckles slechts twee tinten rood te geven in plaats van de gebruikelijke vier of vijf.

## Platforms
| Jaar | Platform              |
| ---- | --------------------- |
| 1994 | Sega Mega Drive       |
| 2009 | Xbox 360              |
| 2010 | Virtual Console (Wii) |

## Ontvangst
| Beoordeeld door                 | Platform        | Datum             | Score |
| ------------------------------- | --------------- | ----------------- | ----- |
| GamePro (USA)                   | Sega Mega Drive | november 1994     | 100%  |
| neXGam                          | Sega Mega Drive | 18 oktober 2010   | 95%   |
| Jeuxvideo.com                   | Sega Mega Drive | 11 januari 2010   | 95%   |
| Jeuxvideo.com                   | Xbox 360        | 11 januari 2010   | 95%   |
| VicioJuegos.com                 | Sega Mega Drive | 26 juni 2006      | 94%   |
| Electronic Gaming Monthly (EGM) | Sega Mega Drive | december 1994     | 93%   |
| GameFan Magazine                | Sega Mega Drive | november 1994     | 91%   |
| Entertainment Weekly            | Sega Mega Drive | 11 november 1994  | 91%   |
| Vandal Online                   | Xbox 360        | 14 september 2009 | 90%   |
| Strategy Informer               | Xbox 360        | 8 september 2009  | 75%   |